# Villar del Pedroso
Villar del Pedroso est une commune de la province de Cáceres dans la communauté autonome d'Estrémadure en Espagne.